# 托德西利亚斯
托德西利亚斯（西班牙語：Tordesillas，西班牙語發音：[toɾðeˈsiʎas]），是西班牙卡斯蒂利亚-莱昂巴利亚多利德省的一个市镇。总面积142平方公里，总人口8045人（2001年），人口密度57人/平方公里。
1494年曾經在此簽訂托德西利亚斯条约。
卡斯蒂利亚女王胡安娜一世精神失常。1509年，她的父王亚拉冈国王费尔南多二世也是卡斯蒂利亚共治国王费尔南多五世在以摄政之名架空她后，下令将她关在托德西亚斯的圣克拉拉修道院。1516年，费尔南多驾崩。1517年，胡安娜的长子卡洛斯来到西班牙继位，前去托德西利亚斯见到了她，并且和她一起成为共治国王，称卡洛斯一世，但胡安娜仅限于名义的女王名分仍然令卡洛斯不安。卡洛斯登基后，胡安娜仍然被关在修道院里。1520年，城市公社暴动爆发，暴动者占领了没有设防的托德西利亚斯，释放胡安娜并意图拥戴她为唯一君主而废黜卡洛斯，但未能获得来自胡安娜的合法授权。同年王军收复托德西亚斯，暴动者失去胡安娜女王这一旗帜，次年被镇压。此后胡安娜继续被关在修道院的一间没有窗户的房间直到1555年驾崩。该房间的具体位置尚待考。